# Inge Natterer
Inge Natterer ist eine deutsche Tischtennisspielerin, die an der Europameisterschaft 1962 teilnahm.
Inge Natterer entstammt einer tischtennisbegeisterten Familie. Ihr Vater Hans Natterer – Ü80-Seniorenweltmeister 1996 – ist Mitbegründer der TT-Abteilung des VSC Donauwörth, weitere Verwandte, etwa ihr Bruder Erich, sind ebenfalls im Tischtennis aktiv. Somit spielte Inge Natterer immer beim VSC Donauwörth und gehörte in den 1960er Jahren zu den besten Spielerinnen Bayerns. Bereits in der Jugend erzielte sie mehrere Erfolge. So wurde sie in der Saison 1959/60 Bayerische Meisterin mit der Mädchenmannschaft von Donauwörth sowie im Einzel Bayerische Jugendmeisterin und Dritte bei der Deutschen Jugendmeisterschaft. Wegen dieser Erfolge wurde sie in die deutsche Jugendauswahl berufen und kam gegen Österreich zum Einsatz.
1962 wurde sie für die Individualwettbewerbe der Europameisterschaft in West-Berlin nominiert. Hier überstand sie im Doppel mit Hanna Haering die erste Runde gegen Cirila Pirc/Cadez (Jugoslawien), schied dann jedoch gegen die Deutschen Anita Haacke/Edith Steinke aus. Bereits in der ersten Runde war Endstation im Einzel gegen Micheline Stas (Belgien) sowie im Mixed mit Anton Breumair gegen Maurice Cornil/Micheline Stas (Belgien).
Nach ihrer Heirat 1966 hieß sie Inge Siebold.